# Coaner
Coaner és un poble dins del municipi de Sant Mateu de Bages de la comarca del Bages, amb 21 habitants (2020) situat en un tossal a uns 500 m d'altitud, a la part nord de la Serra de Castelltallat.
Es troba a la vall del torrent de Coaner, d'on treu el nom. Aquest torrent és un afluent del Cardener.
L'etimologia de Coaner deriva del llatí Quovece Nigro, que després passà a Codener.

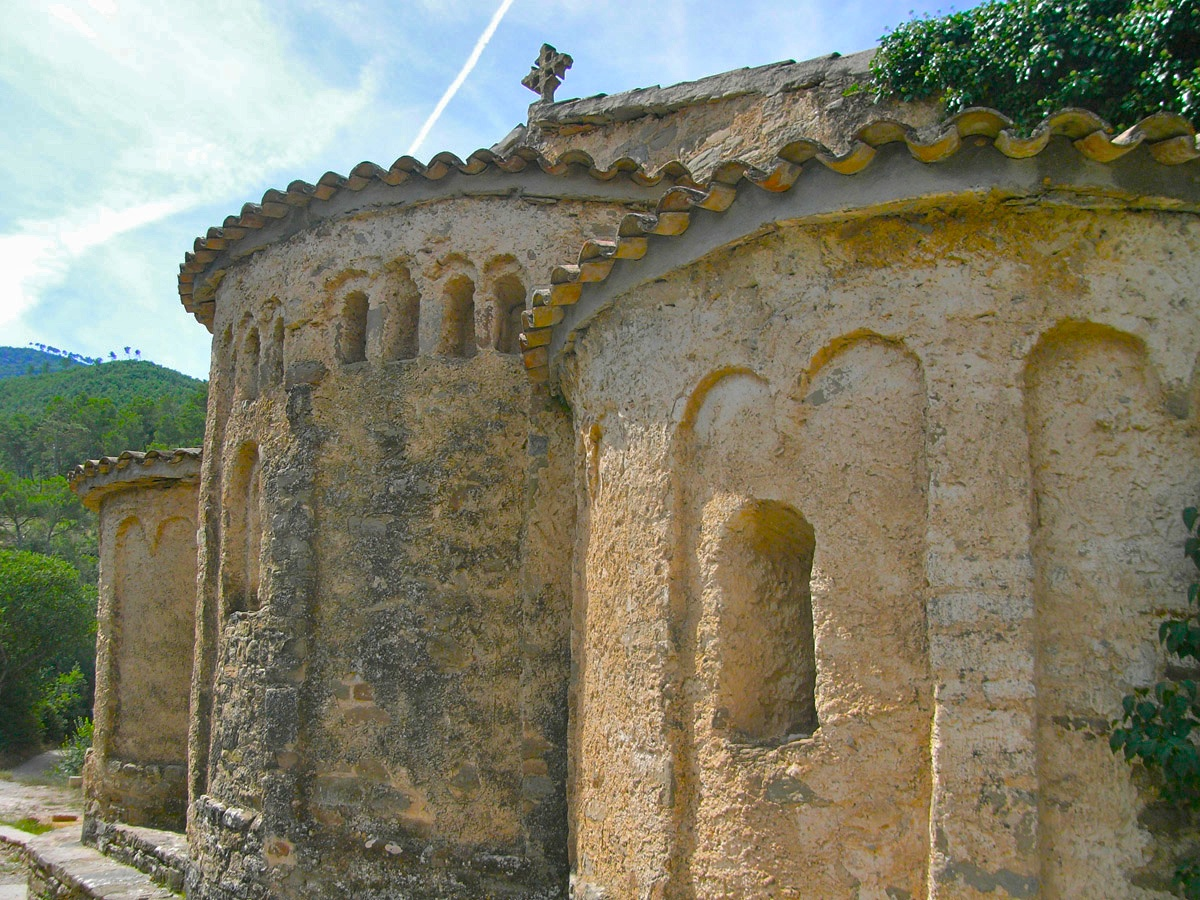
Absis de Sant Julià

Els principals monuments, l'un al costat de l'altre, són la torre rodona i sencera d'un castell (conegut també com el castell de les Planes) i l'església parroquial de Sant Julià.
L'església està documentada des del 1024, amb tres naus i tres absis, i és un exemple d'arquitectura romànico-llombarda amb el seu campanar de dos pisos.
Davant de l'església es troba el santuari de la Mare de Déu de Coaner, origen de la dita popular: La Mare de Déu de Coaner tothom l'anomena i ningú sap on és. Actualment aquesta imatge es troba per seguretat al nucli industrial i més poblat de Valls de Torroella.

## Festa major
El diumenge coincident o següent al 8 de setembre (dia de les marededéus trobades) se celebra la Festa Major de Coaner. En els últims anys ha estat organitzada per l'associació Amics de Coaner i el programa consta d'una missa al matí (al final de la qual es canten els Goigs de Nostra Senyora de Coaner), una ballada de sardanes i un dinar popular a prop del santuari. En els últims anys també s'hi ha afegit altres activitats, com el joc tradicional de bitlles catalanes i també una mostra de gossos d'atura. Hi ha tres goigs de Nostra Senyora de Coaner, un és el tradicional, un va ser compost per Odiló M. Planàs i Mas, l'any 2001 i el tercer és desconegut. També hi ha una sardana del Coaner feta per Joan Làzaro i Costa per cobla que feu la primera audició el 2004.